# Giochi mondiali 2009
I Giochi mondiali 2009, ottava edizione della manifestazione, si tennero a Kaohsiung, in Taiwan, dal 16 al 26 luglio 2009. Vi parteciparono 3400 atleti che gareggiarono in 38 discipline (delle quali, cinque erano sport dimostrativi). Furono organizzati da Ma Ying-Jeou.
La International World Games Association organizzò questa VIII edizione dei Giochi nella seconda città per grandezza dell'isola di Formosa, questo anche per garantire, in intesa col Comitato Olimpico Internazionale, una certa continuità con l'edizione dei Giochi olimpici tenutasi l'anno prima a Pechino 2008.
La nazione ospitante, Taiwan, da sempre molto attiva nelle discipline di Giochi mondiali, in particolare le arti marziali, ha raggiunto il settimo posto assoluto nel medagliere conquistando 24 medaglie totali: 8 d'oro, 9 d'argento e 7 di bronzo.

## Discipline
Nel corso dei giochi sono stati assegnati 164 titoli in 33 discipline ufficiali (altri 19 nelle 5 discipline dimostrative), a loro volta divise in 6 categorie di sport.
| Sport                                    | Disciplina                      | Titoli |
| ---------------------------------------- | ------------------------------- | ------ |
| Ginnastica artistica e danza (27 titoli) | Danza sportiva                  | 3      |
| Ginnastica artistica e danza (27 titoli) | Ginnastica aerobica             | 5      |
| Ginnastica artistica e danza (27 titoli) | Ginnastica acrobatica           | 5      |
| Ginnastica artistica e danza (27 titoli) | Ginnastica ritmica              | 4      |
| Ginnastica artistica e danza (27 titoli) | Pattinaggio artistico a rotelle | 4      |
| Ginnastica artistica e danza (27 titoli) | Trampolino e Tumbling           | 6      |
| Sport con la palla (9 titoli + 5 dim.)   | Beach Handball                  | 2      |
| Sport con la palla (9 titoli + 5 dim.)   | Canoa polo                      | 2      |
| Sport con la palla (9 titoli + 5 dim.)   | Fistball                        | 1      |
| Sport con la palla (9 titoli + 5 dim.)   | Tchoukball                      | 2      |
| Sport con la palla (9 titoli + 5 dim.)   | Korfball                        | 1      |
| Sport con la palla (9 titoli + 5 dim.)   | Racquetball                     | 2      |
| Sport con la palla (9 titoli + 5 dim.)   | Rugby a 7                       | 1      |
| Sport con la palla (9 titoli + 5 dim.)   | Softball                        | 1      |
| Sport con la palla (9 titoli + 5 dim.)   | Squash                          | 2      |
| Arti marziali (31 titoli + 13 dim.)      | Ju-Jitsu                        | 10     |
| Arti marziali (31 titoli + 13 dim.)      | Karate                          | 13     |
| Arti marziali (31 titoli + 13 dim.)      | Sumo                            | 8      |
| Arti marziali (31 titoli + 13 dim.)      | Wushu                           | 13     |

| Sport                                   | Disciplina                       | Titoli |
| --------------------------------------- | -------------------------------- | ------ |
| Sport di precisione (21 titoli)         | Biliardo                         | 4      |
| Sport di precisione (21 titoli)         | Bocce - Volo                     | 4      |
| Sport di precisione (21 titoli)         | Bocce - Pétanque                 | 2      |
| Sport di precisione (21 titoli)         | Bocce - Raffa                    | 2      |
| Sport di precisione (21 titoli)         | Bowling                          | 3      |
| Sport di precisione (21 titoli)         | Tiro di campagna                 | 6      |
| Sport di forza (18 titoli)              | Bodybuilding                     | 7      |
| Sport di forza (18 titoli)              | Powerlifting                     | 8      |
| Sport di forza (18 titoli)              | Tiro alla fune                   | 3      |
| Sport di andamento (58 titoli + 4 dim.) | Arrampicata                      | 4      |
| Sport di andamento (58 titoli + 4 dim.) | Dragonboat                       | 4      |
| Sport di andamento (58 titoli + 4 dim.) | Frisbee                          | 1      |
| Sport di andamento (58 titoli + 4 dim.) | Hockey in-line                   | 1      |
| Sport di andamento (58 titoli + 4 dim.) | Nuoto per salvamento             | 16     |
| Sport di andamento (58 titoli + 4 dim.) | Nuoto pinnato                    | 10     |
| Sport di andamento (58 titoli + 4 dim.) | Paracadutismo                    | 5      |
| Sport di andamento (58 titoli + 4 dim.) | Pattinaggio di velocità in linea | 10     |
| Sport di andamento (58 titoli + 4 dim.) | Orientamento                     | 5      |
| Sport di andamento (58 titoli + 4 dim.) | Sci nautico                      | 6      |

### Sport dimostrativi
- Beach handball
- Dragonboat
- Softball
- Tchoukball
- Wushu

## Medagliere
| #      | Nazione              | Oro | Argento | Bronzo | Totale |
| ------ | -------------------- | --- | ------- | ------ | ------ |
| 1      | Russia               | 18  | 14      | 15     | 47     |
| 2      | Italia               | 16  | 12      | 13     | 41     |
| 3      | Cina                 | 14  | 10      | 5      | 29     |
| 4      | Stati Uniti          | 13  | 8       | 5      | 26     |
| 5      | Francia              | 11  | 14      | 13     | 38     |
| 6      | Ucraina              | 11  | 12      | 10     | 33     |
| 7      | Taiwan               | 8   | 9       | 7      | 24     |
| 8      | Germania             | 6   | 6       | 10     | 22     |
| 9      | Corea del Sud        | 6   | 3       | 5      | 14     |
| 10     | Australia            | 5   | 10      | 5      | 20     |
| 11     | Regno Unito          | 4   | 6       | 9      | 19     |
| 12     | Giappone             | 4   | 5       | 6      | 15     |
| 13     | Colombia             | 4   | 5       | 3      | 12     |
| 14     | Paesi Bassi          | 4   | 5       | 2      | 11     |
| 15     | Svizzera             | 3   | 4       | 0      | 7      |
| 16     | Brasile              | 3   | 3       | 3      | 9      |
| 17     | Nuova Zelanda        | 2   | 4       | 5      | 11     |
| 18     | Belgio               | 2   | 4       | 1      | 7      |
| 19     | Slovacchia           | 2   | 3       | 3      | 8      |
| 20     | Finlandia            | 2   | 3       | 1      | 6      |
| 21     | Spagna               | 2   | 3       | 0      | 5      |
| 22     | Slovenia             | 2   | 2       | 0      | 4      |
| 23     | Austria              | 2   | 1       | 2      | 5      |
| 24     | Croazia              | 2   | 0       | 3      | 5      |
| 25     | Ungheria             | 2   | 0       | 1      | 3      |
| 26     | Mongolia             | 1   | 2       | 1      | 4      |
| 27     | Canada               | 1   | 1       | 2      | 4      |
| 27     | Polonia              | 1   | 1       | 2      | 4      |
| 29     | Grecia               | 1   | 1       | 1      | 3      |
| 30     | Romania              | 1   | 1       | 0      | 2      |
| 31     | Malaysia             | 1   | 0       | 3      | 4      |
| 32     | Thailandia           | 1   | 0       | 2      | 3      |
| 32     | Venezuela            | 1   | 0       | 2      | 3      |
| 34     | Bosnia ed Erzegovina | 1   | 0       | 1      | 2      |
| 34     | Cile                 | 1   | 0       | 1      | 2      |
| 34     | Indonesia            | 1   | 0       | 1      | 2      |
| 34     | Kazakistan           | 1   | 0       | 1      | 2      |
| 38     | Estonia              | 1   | 0       | 0      | 1      |
| 38     | Figi                 | 1   | 0       | 0      | 1      |
| 38     | Messico              | 1   | 0       | 0      | 1      |
| 38     | Vietnam              | 1   | 0       | 0      | 1      |
| 42     | Portogallo           | 0   | 2       | 0      | 2      |
| 43     | Egitto               | 0   | 1       | 3      | 4      |
| 44     | Norvegia             | 0   | 1       | 2      | 3      |
| 44     | Sudafrica            | 0   | 1       | 2      | 3      |
| 46     | Azerbaigian          | 0   | 1       | 1      | 2      |
| 46     | Svezia               | 0   | 1       | 1      | 2      |
| 48     | Argentina            | 0   | 1       | 0      | 1      |
| 48     | Danimarca            | 0   | 1       | 0      | 1      |
| 48     | Rep. Dominicana      | 0   | 1       | 0      | 1      |
| 48     | Hong Kong            | 0   | 1       | 0      | 1      |
| 48     | Lituania             | 0   | 1       | 0      | 1      |
| 48     | Qatar                | 0   | 1       | 0      | 1      |
| 54     | Turchia              | 0   | 0       | 3      | 3      |
| 55     | Montenegro           | 0   | 0       | 2      | 2      |
| 56     | Bielorussia          | 0   | 0       | 1      | 1      |
| 56     | Bulgaria             | 0   | 0       | 1      | 1      |
| 56     | Rep. Ceca            | 0   | 0       | 1      | 1      |
| 56     | Israele              | 0   | 0       | 1      | 1      |
| 56     | Lussemburgo          | 0   | 0       | 1      | 1      |
| 56     | Filippine            | 0   | 0       | 1      | 1      |
| 56     | Emirati Arabi Uniti  | 0   | 0       | 1      | 1      |
| Totale | Totale               | 164 | 165     | 165    | 494    |